# Distretto di Xingqing
Il distretto di Xingqing (兴庆区S, Xīngqìng QūP) è un distretto della Cina, situato nella regione autonoma di Ningxia e amministrato dalla prefettura di Yinchuan.